# Ася (фильм, 2020)
Ася (ивр. אסיה‎) — израильский драматический фильм 2020 года, дебют режиссёра Рути Прибар в полнометражном жанре. Ранее она снимала короткометражные фильмы — получавшие награды на различных фестивалях. 
В главных ролях — известные израильские актрисы Алёна Ив и Шира Хаас. Премьера состоялась на фестивале Трайбека, проходившем в формате он-лайна из-за пандемии COVID-19, Шира Хаас получила награду как лучшая актриса в иностранном игровом фильме, Рути Прибар получила премию имени Норы Эфрон, а Даниэлла Новиц была названа лучшим оператором. 
После победы в номинации «Лучший фильм» на 31-й церемонии вручения премии Офир, фильм был автоматически заявлен на 93-ю кинопремию Оскар в категории «Лучший международный полнометражный фильм», но не был даже номинирован. В прошлом десять израильских фильмов хотя и были номинированы в этой же категории, но ни разу не выиграли. Алёна Ив получила премию Офир за лучшую женскую роль, Шира Хаас за лучшую женскую роль второго плана, Даниэла Новиц за лучшую операторскую работу. Всего фильм получил 9 наград Офира.

## Сюжет
Ася (актриса Алёна Ив) — 35-летняя мать-одиночка с корнями из бывшего Советского Союза, говорящая и на иврите, и на русском. Мать и дочь живут в Иерусалиме. Её 17-летняя дочь Вика (Шира Хаас) неизлечимо больна. В отношениях матери и дочери отсутствует гармония. Ася устаёт от тяжёлой работы медсестры в больнице, один из русскоязычных врачей — её женатый любовник, алкоголь выбран ею, как средство расслабления и ухода от жизни.
Прогрессирующая болезнь дочери способствует сближению матери с ней.
Режиссёр Рути Прибар поясняет:
Это фильм о материнстве, жертвенности и любви.
Страдая от дегенеративного двигательного заболевания, Вика (Шира Хаас) пытается предаться обычному подростковому бунтарству, общаясь с курящими марихуану скейтерами и обдумывая потерю девственности. Однако болезнь приводит её к пониманию, что она не может заниматься обычными делами, доступными её сверстникам, она отвергает традиционное взросление, в то время, как мать пытается понять потребности дочери через свой собственный опыт, пытаясь найти какое-то романтическое освобождение.
Когда мать признается дочери, что «единственное, что я когда-либо получала от мужчины, была ты», они начинают продвигаться к взаимопониманию, как раз в тот момент, когда Вика оказывается в инвалидной коляске.

## Актёры
- Ася — Алёна Ив;
- Вика, дочь Аси — Шира Хаас;
- Стас, любовник Аси — Гера Сандлер;
- Габи — Тамир Мула;
- Борис — Евгений Тарлацкий;
- Натали — Иден Халили;
- Рой — Или Барак
- Валентина — Надя Тихонова;
- Роуз — Мирна Фридман;
- Лена — Татьяна Мачлиновски.

## Производство
Съемки были начаты в конце 2018 года.

## Отзывы
Кинокритик ведущего американского киножурнала The Hollywood Reporter Дэвид Руни провёл параллели фильма с «Любовью» австрийского кинорежиссёра Михаэля Ханеке и отметил «отчётливо несентиментальное осмысление режиссёром безвыходной ситуации».
Эрик Джон из IndieWire описал фильм как «скромную, интимную драму матери и дочери с одним из самых мучительных финалов за последнее время».
В фильме есть неявный посыл о том, что, израильтяне очень разные, менталитет олимов из стран бывшего СССР отличается от израильского, особенно от религиозного сектора: русскоговорящие женщины— матери-одиночки, возрастная разница матери и дочери очень мала, предпринятая дочерью потеря девственности не только не является табу, но и приветствуется матерью, легко забывающуюся алкоголем.